# Горански парк у Бечеју
Горански парк“ је парк у Бечеју са преко 2300 стабала и око 100 различитих врста дрвећа и жбуња.

## Историјат
У јесен 1969. године на иницијативу Покрета горана Бечеј засађене су прве саднице у Горанском парку у Бечеју – црног бора (30.000 ком), смрче (28.000 ком) и ариша (2.000 ком). Крајем седамдесетих година у Парку је било 120.000 садница са 65 различитих врста четинара, лишћара и украсног биља. Расадник се на иницијативу Мише Пејовића и његових непосредних сарадника полако претварао у предиван парк у коме су сађене и егзотичне врсте, па се укупан броја различитих врста дрвећа и жбуња попео на 80. У периоду од 15 године (до 1985.) из расадника је извађено и засађено око 400.000 разних садница четинара, лишћара и украсног биља на територији општине Бечеј. Изграђен је Дом горана, избушен је бунар великог капацитета са утапајућим пумпама и подземним цевима које су служиле за заливање. Укупна површина расадника и парка износила је 11.5 ha. Сваке године је у расаднику и парку радило око 4000 пионира, омладине школског узраста, као и известан број старијих горана.

### Данас
У парку се могу пронаћи стабла стара готово пола века. Има изузетних примерака: црног бора, граба, храста лужњака, црне тополе,белих врба, беле тополе…У парку се могу видети и различите врсте украсног биља и жбуња, самониклих гљива, али и аутохтона фауна и случајни „посетиоци“:
срна, зец, веверица, вилин коњиц, детлић, сова…Парком управља Покрет горана Бечеј уз подршку Општине Бечеј и ЈП Комуналац Бечеј.